# 700
سنة 700 م هي سنة كبيسة بدأت يوم الخميس حسب التقويم اليولياني

## أحداث
- موسى بن نصير ينهي مقاومة القوات ال[وضح من هو المقصود ؟] في الجزائر.

## مواليد
- واصل بن عطاء.

## وفيات
- عبيد بن غاضرة العنبري
- أسباروخ